# Eldorado (Maryland)
Eldorado es un pueblo ubicado en el condado de Dorchester en el estado estadounidense de Maryland. En el año 2010 tenía una población de 59 habitantes y una densidad poblacional de 590 personas por km².

## Geografía
Eldorado se encuentra ubicado en las coordenadas 38°35′6″N 75°47′15″O / 38.58500, -75.78750.

## Demografía
Según la Oficina del Censo en 2000 los ingresos medios por hogar en la localidad eran de $33.125 y los ingresos medios por familia eran $34.375. Los hombres tenían unos ingresos medios de $30.417 frente a los $22.321 para las mujeres. La renta per cápita para la localidad era de $14.494. Alrededor del 9,3% de la población estaba por debajo del umbral de pobreza.